# Tổng công ty Vận tải Seoul
Tổng công ty Vận tải Seoul hay Seoul Metro là công ty vận hành Seoul tàu điện ngầm tuyến 1 đến 9.
Được thành lập vào năm 1970, nó cùng với Korail là một trong hai những nhà điều hành của Tàu điện ngầm Seoul. Công ty đã sáp nhập với Tổng công ty đường sắt cao tốc đô thị Seoul vào năm 2017.

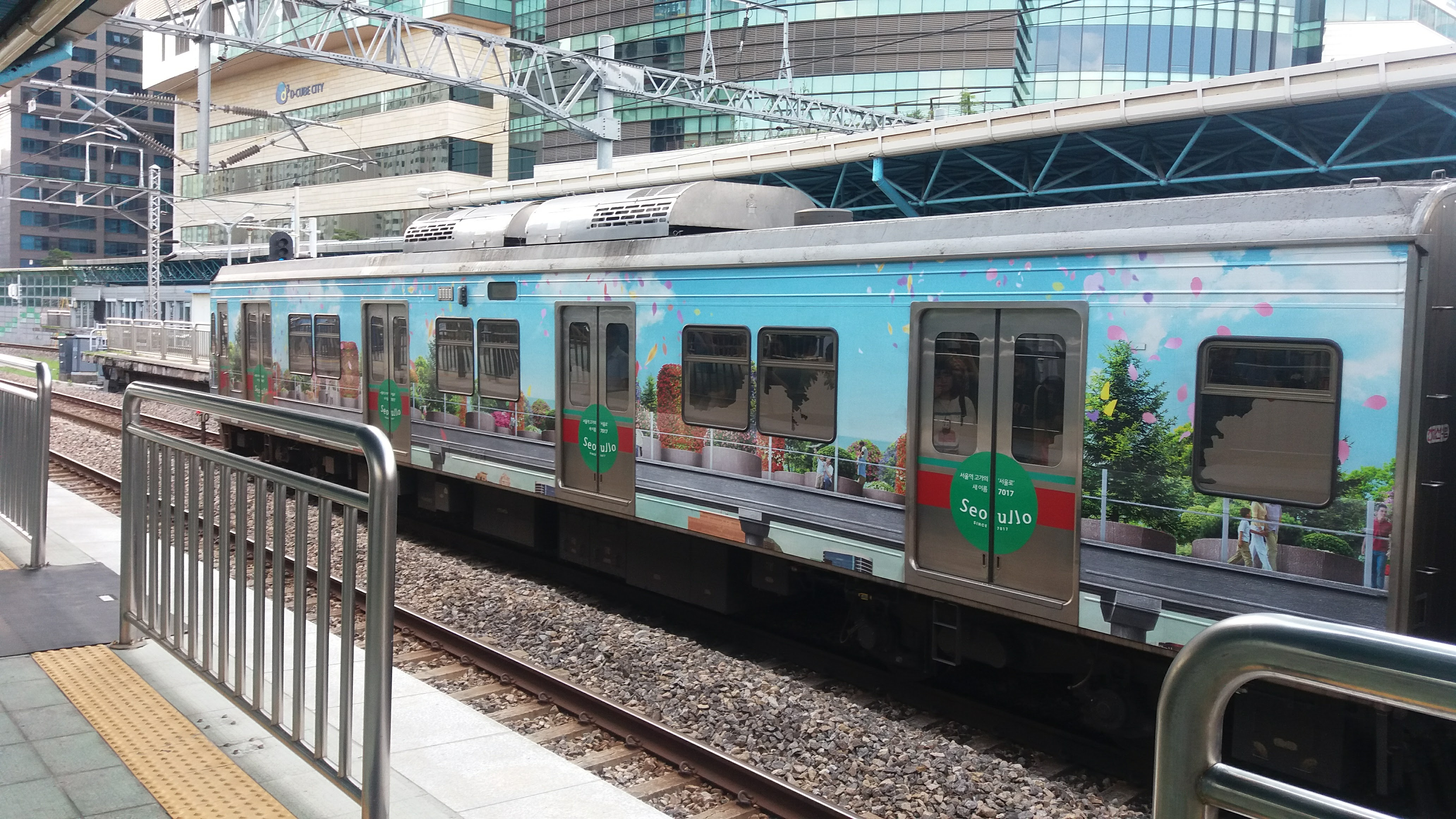
Tranh Seoullo ở Tàu điện ngầm 1001 Seoul

## Lịch sử
- 31 tháng 5 năm 2017: Tổng công ty vận tải Seoul được thành lập sau khi sáp nhập Tổng công ty tàu điện ngầm Seoul và Tổng công ty đường sắt cao tốc đô thị Seoul để vận hành hiệu quả hơn các dịch vụ trên các tuyến 1–9.

## Tuyến
| Tên tuyến Tiếng Anh                                    | Tên tuyến Hangul | Ga bắt đầu                                                       | Ga cuối                                                               | Tổng số ga bằng km | Tổng độ dài bằng km |
|                                                        |                  |                                                                  |                                                                       |                    |                     |
| Tàu điện ngầm vùng thủ đô Seoul tuyến số 1 (Kiểm soát) | 1호선            | Cheongnyangni                                                    | Ga Seoul                                                              | 10                 | 7.8 km              |
| Tàu điện ngầm vùng thủ đô Seoul tuyến số 1 (Dịch vụ)   | 1호선            | Yeoncheon / Dongducheon / Cheongnyangni / Yongsan / Yeongdeungpo | Dongincheon / Incheon / Seodongtan / Cheonan / Gwangmyeong / Sinchang | 97                 | 200,6 km            |
| Tàu điện ngầm Seoul tuyến số 2                         | 2호선            | Tòa thị chính / Chungjeongno / Sindorim / Seongsu                | Kkachisan / Sinseol-dong                                              | 51                 | 60,2 km             |
| Tàu điện ngầm Seoul tuyến số 3 (Kiểm soát)             | 3호선            | Jichuk                                                           | Ogeum                                                                 | 34                 | 38,2 km             |
| Tàu điện ngầm vùng thủ đô Seoul tuyến số 3 (Dịch vụ)   | 3호선            | Daehwa                                                           | Ogeum                                                                 | 44                 | 57,4 km             |
| Tàu điện ngầm Seoul tuyến số 4 (Kiểm soát)             | 4호선            | Dangogae                                                         | Namtaeryeong                                                          | 26                 | 31,7 km             |
| Tàu điện ngầm vùng thủ đô Seoul tuyến số 4 (Dịch vụ)   | 4호선            | Jinjeop                                                          | Oido                                                                  | 48                 | 71,2 km             |
| Tàu điện ngầm vùng thủ đô Seoul tuyến số 5             | 5호선            | Banghwa                                                          | Hanam Geomdansan / Macheon                                            | 51                 | 52,3 km             |
| Tàu điện ngầm Seoul tuyến số 6                         | 6호선            | Eungam                                                           | Bonghwasan / Sinnae                                                   | 38                 | 35,1 km             |
| Tàu điện ngầm Seoul tuyến số 7                         | 7호선            | Jangam                                                           | Văn phòng Bupyeong-gu                                                 | 51                 | 57,1 km             |
| Tàu điện ngầm Seoul tuyến số 8                         | 8호선            | Amsa                                                             | Moran                                                                 | 17                 | 17,7 km             |
| Tàu điện ngầm Seoul tuyến số 9 (Kiểm soát)             | 9호선            | Eonju                                                            | Trung tâm Y tế VHS                                                    | 38                 | 40,6 km             |
|                                                        |                  |                                                                  |                                                                       |                    |                     |

## Depots
- Depot Gunja (Tuyến 1 và Tuyến 2 tuyến chính / tuyến nhánh Seongsu)
- Depot Sinjeong  (Tuyến 2 tuyến chính và tuyến nhánh Sinjeong)
- Depot Jichuk (Tuyến 3)
- Depot Suseo (Tuyến 3)
- Depot Chang-dong (Tuyến 4)
- Depot Godeok (Tuyến 5)
- Depot Banghwa (Tuyến 5)
- Depot Sinnae (Tuyến 6)
- Depot Dobong (Tuyến 7)
- Depot Cheonwang (Tuyến 7)
- Depot Moran (Tuyến 8)

## Liên kết
- Trang chủ chính thức của Seoul Metro
- Seoul Metropolitan City Government